# Стеванович, Мирослав
Миросла́в Стева́нович (босн. Miroslav Stevanović, серб. Мирослав Стевановић; род. 29 июля 1990, Зворник, Босния и Герцеговина) — боснийский футболист сербского происхождения, полузащитник клуба «Серветт» и сборной Боснии и Герцеговины.

## Ранняя жизнь
Мирослав Стеванович родился в Зворнике, Югославия, в семье боснийско-сербского происхождения.

## Клубная карьера
Мирослав начал играть в футбол в команде своего родного города «Дрине». Позже играл в юношеских командах сербской «Войводины», куда он перешёл после переезда в Сербию. Его профессиональный дебют состоялся в 2009 году, когда он отправился в аренду в клуб третьей лиги Воеводины «Палич». Впоследствии он был арендован клубом боснийской Премьер-лиги «Борацом» Баня-Лука. После возвращения из аренды он начал регулярно попадать в основной состав «Войводины». Благодаря своему выступлению за сербский клуб он получил приз «Спортсмен года» в общине Зворник в 2011 году.
2 января 2013 года Стеванович в возрасте 22 лет подписал пятилетний контракт с клубом Ла Лиги «Севильей». По прибытии в аэропорт «Сан-Пабло» он был встречен своим соотечественником, другим игроком «Севильи», Эмиром Спахичем и делегатом команды Хуаном Мартагоном. 9 января он дебютировал в команде в матче Кубка Испании против «Мальорки», отыграв полностью второй тайм. Три дня спустя Мирослав дебютировал в чемпионате Испании, выйдя на замену вместо Хосе Антонио Рейеса на 82-й минуте в матче против «Валенсии». 27 августа 2014 года «Севилья» расторгла контракт с Мирославом

## Международная карьера
С 2006 года Стеванович вызывался в различные юношеские сборные Боснии и Герцеговины, играя в командах до 17 лет, до 19 лет и в молодёжной сборной. В сентябре 2011 года он был вызван в основную сборную на матч отборочного турнира Чемпионата Европы против сборной Беларуси. Он дебютировал на международной арене в товарищеском матче против сборной Ирландии в Дублине 26 мая 2012 года, выйдя на замену. 15 августа Стеванович отыграл 90 минут в матче против сборной Уэльса, за которые он успел отдать голевую передачу и забить гол, чем заслужил похвалу и уважение со стороны СМИ и главного тренера Сафета Сушича. Впоследствии он стал регулярно появляться в составе сборной Боснии и Герцеговины во время отборочного цикла к чемпионату мира 2014 и даже был назван на сайте национальной команды «лучшим ходом Сафета Сушича». Объявил об окончании карьеры в сборной 17 мая 2024 года.

### Голы в международных матчах
| № | Дата            | Место                                     | Матч | Соперник    | Счёт | Результат | Турнир                  |
| - | --------------- | ----------------------------------------- | ---- | ----------- | ---- | --------- | ----------------------- |
| 1 | 15 августа 2012 | Парк и Скарлетс, Лланелли, Уэльс          | 2    | Уэльс       | 2–0  | 2–0       | Товарищеский матч       |
| 2 | 24 марта 2021   | Олимпийский стадион, Хельсинки, Финляндия | 14   | Финляндия   | 2–2  | 2–2       | Квалификация на ЧМ 2022 |
| 3 | 13 октября 2023 | Райнпарк, Вадуц, Лихтенштейн              | 31   | Лихтенштейн | 2–0  | 2–0       | Квалификация на ЧЕ 2024 |